# 286

286(이백팔십육)은 285보다 크고 287보다 작은 자연수이다.

## 수학
- 합성수로, 그 약수는 1, 2, 11, 13, 22, 26, 143, 286이다. 진약수의 합은 218이므로, 286은 부족수다.
- 31번째 쐐기수다. 앞의 쐐기수는 285, 다음 쐐기수는 290이다.
- 11번째 칠각수다. 앞의 칠각수는 235, 다음은 342이다.
- {\displaystyle 286=1^{2}+3^{2}+5^{2}+7^{2}+9^{2}+11^{2}}
  - 11번째 사면체수로, 11 이하의 모든 홀수의 제곱합이다. 앞의 사면체수는 220, 다음은 364다.
- {\displaystyle 21^{4}-1}은 286으로 나누어떨어진다.

## 과학·기술
- NGC 286(영어판): 고래자리 방향에 있는 렌즈형은하.
- 인텔 80286 또는 그 CPU가 탑재된 컴퓨터를 286이라 부르기도 한다.

## 교통
- 일본 286번 국도(일본어판): 미야기현 센다이시 아오바구에서 야마가타현 야마가타시까지 이어지는 일본의 국도.
- 현도 제286호선

## 군사
- U-286(영어판): 제2차 세계 대전에 사용된 나치 독일의 군용 잠수함.

## 문화유산
- 대한민국의 국보 제286호: 백자 ‘천’ ‘지’ ‘현’ ‘황‘명 발
- 대한민국의 보물 제286호: 청자 상감포도동자문 매병
- 대한민국의 사적 제286호: 서울 고려대학교 중앙도서관

## 방송
- LG헬로비전의 원음방송 채널 번호.

## 기타
- 연도: 286년, 기원전 286년